# Perros callejeros (película de 2013)
Perros callejeros (título original en chino: Jiao you) es una película dramática de 2013 escrita y dirigida por Tsai Ming-liang. El título chino de la película es Jiaoyou, que significa "Excursión". Una coproducción internacional de Taiwán y Francia, la película está protagonizada por Lee Kang-sheng.

## Resumen de la trama
Un hombre y sus dos hijos pequeños, un niño y una niña, son indigentes en Taipei. Durante el día, el padre tiene un trabajo de cartelista en una calle muy transitada. Los niños pasan el tiempo deambulando por las tiendas y el paisaje, que parece despoblado en su mayor parte. La familia se reúne por la noche para lavarse en baños públicos y dormir en edificios abandonados. Sólo se escuchan ocasionales conversaciones casuales. Se suceden largas secuencias sin palabras del hombre realizando actividades cotidianas: comer, beber, dormir, fumar, orinar, defecar, a veces llorar. Evidentemente deprimido, agrede violentamente, y luego se come, una col antropomórfica que su hija ha guardado como juguete. Una mujer, la madre de los niños o al menos una figura parecida a una madre, observa sigilosamente a la familia. Los "rescata" de la batea empapada por la lluvia en la que el padre los ha metido, y más tarde se une a la familia en un edificio abandonado asumiendo su papel maternal.

## Reparto
- Lee Kang-sheng - padre
- Lu Yi-ching – mujer
- Chen Shiang-chyi – mujer
- Yang Kuei-mei - mujer
- Lee Yi-cheng - Yi-cheng, hijo
- Lee Yi-chieh - Yi-chieh, hija
- Wu Jin Kai – Wang

## Recepción
Perros callejeros tiene una calificación del 86% en Rotten Tomatoes. Ganó el Gran Premio del Jurado en el 70.º Festival Internacional de Cine de Venecia.